# Siglo 21 (periódico)
Siglo 21 fue un periódico guatemalteco fundado el 1 de marzo de 1990 por un consorcio de influyentes empresarios guatemaltecos, bajo el nombre de Corporación de Noticias, S.A. que a su vez fue propietaria del matutino AlDía. Su enfoque comercial además de producir sus propios impresos, también realizan la impresión para otros medios de comunicación social, así como impresión comercial para revistas y publicidad.
Durante las elecciones generales celebradas en Guatemala en 2015, se destacó como uno de los medios de comunicación social más balanceados del país, según se puede analizar en los resultados reflejados por el mirador electoral.

## Historia
Este matutino se inició con la publicación del semanario 7Días, que luego se convirtió en el diario Siglo 21; desde su fundación como tal el 1 de marzo de 1990, se caracterizó por criticar duramente los gobiernos del período democrático en Guatemala.  Entre sus publicaciones más conocidas estuvo la que hizo en 1993, durante la crisis provocada por el autogolpe de Estado del presidente Jorge Serrano Elías, cuando publicó un número especial con la portada «Siglo Catorce» en alusión a la ley mordaza que se intentó implementar.
En 2009 fue vendido a los hermanos Luis y Juan Carlos Marroquín Godoy, descendientes del reconocido periodista guatemalteco Clemente Marroquín Rojas, quienes también son propietarios del Diario La Hora; en 2011, pasó a manos de un grupo de federaciones de cooperativas que en 2013 incorporaron a las empresas Inversiones y Proyectos Profesionales Marbella, S.A. y Arrendamientos, Servicios y Proyectos, S.A.  En junio de ese año, las empresas recién incorporadas compraron el 58 % de las acciones de Corporación de Noticias por un valor de veinte millones de quetzales y nombrado como director a Salvador Estuardo González, quien fue capturado en abril de 2015, vinculado con la red de contrabando conocida como «La Línea» y luego se supo que él era uno de los principales líderes de la misma con el pseudónimo de «Eco».  Meses más tarde, González declaró que las empresas Marbella y Arrendamientos, Servicios y Proyectos habían sido empresas de cartón que pertenecían a la exvicepresidente Roxana Baldetti, y que esta utilizó para adquirir Corporación de Noticias, S.A.
En 2011 fue adquirido por un grupo de federaciones de cooperativas y publicó un editorial que indicaba: «Hoy empezamos una nueva etapa y nuestro objetivo será el de esforzarnos más cada día para ser el mejor medio de comunicación en Guatemala. Estamos seguros de que este nuevo Siglo 21 que empieza a cambiar hoy, será de la preferencia del público que quiere tener la mejor información para poder tomar las mejores decisiones para él, su familia, su empresa y para Guatemala. No podemos olvidar que quien tiene la información, tiene el poder».
El 2 de enero de 2013, Siglo 21 publicó en su editorial el nombre de los nuevos acciones de Corporación de Noticias, S.A.: Federación de Cooperativas de las Verapaces (FEDECOVERA), la Federación de Cooperativas Agrícolas de Guatemala (FEDECOAG), el Instituto de Investigación y Desarrollo Maya (IIDEMAUA) y el Consejo de Investigaciones para el Desarrollo (CIDECA). El editorial enfatizó que «rechazaba cualquier presión de personas, gobiernos nacionales o locales, partidos políticos, grupos económicos, religiosos e ideológicos que traten de poner la información al servicio de sus intereses...»
En el año 2015, se ve involucrado en uno de los escándalos políticos más grandes de la historia de Guatemala, donde quien fungía en calidad de empleado como Presidente de la corporación, quedaba ligado a proceso por el caso "La Línea".
El 26 de julio de 2016 el Juzgador del Caso "La Línea" desvinculó a Corporación de Noticias, S.A. de los supuestos de corrupción.

### Casos de Corrupción: La Línea y Cooptación del Estado
El 5 de mayo de 2015, el Diario La Hora publicó un reporte sobre la asignación millonaria del presupuesto nacional a cooperativas que adquirieron el 58 % de las acciones de a Corporación de Noticias; De acuerdo a La Hora, entre 2012 y 2014 FEDECOVERA recibió treinta y siete millones de quetzales de recursos del Estado guatemalteco, mientras que FEDECOAG recibió dieciocho millones. Consultado al respecto, Edin Hernández —director de noticias de Siglo 21— indicó que «si se recibiera dinero por parte del Estado, los empleados no tendrían problemas financieros para recibir sus salarios; no podemos apartar que se ha tenido problemas para pagar la planilla. [...] Los reporteros que renunciaron es porque ellos gestionaron otro trabajo donde tienen mejores garantías, o mejores ingresos.»  En su editorial del día siguiente, el director de La Hora —Oscar Clemente Marroquín— justificó la investigación del financiamiento de las cooperativas, pues siendo estas prácticamente propietarias de Siglo 21, podrían influir en lo que el diario publicara; en el mismo editorial mencionó que tras esa publicación recibió una llamada telefónica en la que le dijeron: «Don Clemente, no se meta con las cooperativas; acuérdese de Musa»  El 9 de mayo, renunció la vicepresidenta Roxana Baldetti.
Las investigaciones de la Comisión Internacional Contra la Impunidad en Guatemala —CICIG—, mostraron que el supuesto vínculo comercial entre Juan Carlos Monzón Rojas —secretario privado de la exvicepresidente Roxana Baldetti y supuesto líder de «La Línea»—y Salvador Estuardo González Álvarez —presidente de Corporación de Noticias y jefe externo de «La Línea»— habría sido por medio de María del Carmen Valencia Espinoza, que figuraba en ese entonces como gerente general de Inversiones y Proyectos Profesionales Marbella, empresa que adquirió Corporación de Noticias, S.A., a finales de 2012 Valencia además fue gerente general y representante legal de Canchas Deportivas de Guatemala ―que recibió contratos del Gobierno por más de tres millones durante la presidencia de Otto Pérez Molina―. También fue gerente de protocolo, banquetes y etiqueta de «El Rancho de Don Juan»; Monzón Rojas es copropietario de ambas empresas.
El 28 de septiembre, durante la audiencia de apertura de juicio contra los acusados por el caso, Salvador Estuardo González —alias «Eco»— se ofreció voluntariamente a declarar, lo que inicialmente fue rechazado por los abogados defensores de los otros detenidos.  Una vez autorizado a declarar, González —quien aseguró estar totalmente dispuesto a enfrentar un careo con los otros acusados— expuso una serie de datos que incriminan seriamente a varios de los detenidos:
1. A la primera que conoció González fue a Roxana Baldetti, a quien ayudó manejando siete sociedades anónimas que estaban sin uso desde hacía dos años.[12]
2. González fue el que codificó al expresidente Otto Pérez Molina y a la exvicepresidente Roxana Baldetti como «el 1» y «la 2», respectivamente.[11]
3. González llevaba un control de los recursos que se repartían.
4. El 50% de lo recaudado por la red era entregado a Otto Pérez Molina y a Roxana Baldetti Elías.[11]
5. La embajada de los Estados Unidos estaba al tanto del «proyecto de recaudación» y del trabajo que allí realizaba Javier Ortiz —alias «Teniente Jerez»—.[12]
6. A él le correspondía 2% de lo defraudado.[12]
7. Cuando La Línea se estaba reestructurando, González Álvarez dejó de trabajar para ella y retomó la labor que realizaba para la exvicepresidente con sus siete empresas, pero también comenzó a hacer lo mismo con el presidente Pérez Molina, con quien se reunía los lunes, en una oficina de la 16 calle, zona 10 y en las que participaba la hija y la nuera del expresidente.[12]

El 29 de septiembre continuó la declaración de González, quien hizo más revelaciones luego de ser cuestionado por abogados del Ministerio Público, la CICIG y la Superintendencia de Administración Tributaria (SAT), así como por algunos defensores de sindicados:
- El 61 % de los sobornos eran en efectivo, mientras que el 39 % restante lo distribuía el jefe de la red externa a la SAT.  No dio detalles sobre la posibilidad de que se utilizaran cuentas bancarias para la distribución del dinero.
- Aseguró que no cobró un honorario establecido por sus «servicios» como administrador; sin embargo, indicó que se le otorgó un 2 % y posteriormente un 5 % de lo defraudado.
- González era el enlace entre la SAT y Pérez Molina para llevar el control de «La Línea» solicitado por Juan Carlos Monzón.
- González mantenía contacto personal y por mail con Baldetti, a quien en sus celulares identificaba como «2» o «MyLine».
- Durante las operaciones de «La Línea», Pérez Molina, Baldetti Elías, Osama Aziz Aranki, Javier Ortiz —alias «Teniente Jerez»— y Juan Carlos Monzón, utilizaban radios de comunicación que habrían tenido una tecnología especial que evitaban interceptar las comunicaciones.
- González utilizaba otro radio con el mismo sistema de seguridad para comunicarse con Siglo 21, periódico que en ese entonces presidía.

González detalló como funcionaban las empresas de cartón que habrían pertenecido a la expresidenta Roxana Baldetti, luego de que fue interrogado por fiscales y abogados defensores y mantuvo su testiminio:  indicó que había sido contratado para manejar siete compañías, y que había otras que eran controladas por Víctor Hugo Hernández, empleado de Juan Carlos Monzón.  Explicó que buscó que las empresas tuvieran una sede acorde al capital y el servicio que supuestamente prestaban; también corroboró que los accionistas y representantes tuvieran el perfil correcto para la empresa que poseían en papel.
El juez Gálvez, desestimó cualquier vinculación del caso la Línea a Corporación de Noticias, S.A., el 26 de julio de 2016, en la audiencia del caso Cooptación del Estado por el juzgador, quien preside la judicatura de Mayor Riesgo B, como parte de su argumentación previa a dar a conocer si ligará a proceso a 57 acusados de saquear al Estado de Guatemala, entre los que se incluyen a Pérez Molina y Baldetti, junto a exfuncionarios y algunos empresarios.
El juez detalló que con el supuesto fin de comprar las acciones de Corporación de Noticias, las empresas Arrendamientos, Servicios y Proyectos S. A, así como Marbella, S.A., creadas a principios de 2012, gestionaron dos préstamos en Banrural por Q4 millones cada uno. Sin embargo, ambas empresas incumplieron con el pago, por ello se firmó un contrato de rescisión por incumplimiento de acciones.
Con dicho acto, quedó aclarado que Corporación de Noticias, casa matriz de los diarios Siglo.21 y Al Día, está completamente desligada de los exmandatarios Baldetti y Pérez Molina, porque no cumplieron con el desafortunado contrato de compraventa.
Los más afectados a raíz de éste escándalo fueron los empleados de Corporación de Noticias a quienes para los meses siguientes, sufrieron una serie de atrasos en salarios y prestaciones.
Entre finales del 2016 e inicios de 2017 Siglo.21, gracias al esfuerzo y sacrificio loable de sus colaboradores, ha mostrado su capacidad para mantenerse circulando, y nuevamente se consolida su credibilidad, tanto a anunciantes como a sus lectores, hecho reflejado en la cantidad de anuncios que ahora aparecen en el matutino, y las constantes referencias que se hacen en programas de radiales de opinión de los análisis y debates que publican.
A raíz de los casos Cooptación del Estado y La Línea, por orden de un juzgado de extinción de dominio, fueron allanados los inmuebles de accionistas de Corporación de noticias y el edificio fue inmovilizado, con el fin de iniciar las investigaciones pertinentes que permitan determinar si serán o no extinguidos los bienes relacionados con los mencionados casos de corrupción.